# Tynnelsö Prästholmen
Tynnelsö Prästholmen är ett naturreservat i Strängnäs kommun i Södermanlands län.
Området är naturskyddat sedan 2003 och är 67 hektar stort. Reservatet ligger vid Mälaren på norra Tynnelsö och består av tre delområden med löv- och ädellövskog.